# Мусы
Мусы (тат. Муса) — село в Каргатском районе Новосибирской области. Административный центр Мусинского сельсовета.

## География
Площадь села — 122 гектара. 

## Население
| 2002 | 2007 | 2010 |
| ---- | ---- | ---- |
| 447  | ↘403 | ↘325 |

## Инфраструктура
В селе по данным на 2007 год функционируют 1 учреждение здравоохранения, 2 образовательных учреждения.